# North American Soccer League (1980)
North American Soccer League 1980 – 13. sezon NASL, ligi zawodowej znajdującej się na najwyższym szczeblu rozgrywek w Stanach Zjednoczonych i Kanadzie. Finał Soccer Bowl został rozegrany 21 września 1980 roku. Soccer Bowl zdobyła drużyna New York Cosmos.

## Rozgrywki
W rozgrywkach NASL w sezonie 1980 udział wzięły 24 zespoły. Liczbę gier rozszerzono z 30 do 32 meczów. Każdy klub musiał mieć w swojej drużynie co najmniej trzech Amerykanów.

## Sezon zasadniczy
W = Wygrane, P = Porażki, GZ = Gole strzelone, GS = Gole stracone, PKT = Liczba zdobytych punktów
Punktacja:
- 6 punktów za zwycięstwo
- 0 punktów za porażkę

### Konferencja Amerykańska
| Eastern Division         | W  | P  | GZ | GS | PKT |
| ------------------------ | -- | -- | -- | -- | --- |
| Tampa Bay Rowdies        | 19 | 13 | 61 | 50 | 168 |
| Fort Lauderdale Strikers | 18 | 14 | 61 | 55 | 163 |
| New England Tea Men      | 18 | 14 | 54 | 56 | 154 |
| Philadelphia Fury        | 10 | 22 | 42 | 68 | 98  |

| Central Division  | W  | P  | GZ | GS | PKT |
| ----------------- | -- | -- | -- | -- | --- |
| Chicago Sting     | 21 | 11 | 80 | 50 | 187 |
| Houston Hurricane | 14 | 18 | 56 | 69 | 130 |
| Detroit Express   | 14 | 18 | 51 | 52 | 129 |
| Memphis Rogues    | 14 | 18 | 49 | 57 | 126 |

| Western Division     | W  | P  | GZ | GS | PKT |
| -------------------- | -- | -- | -- | -- | --- |
| Edmonton Drillers    | 17 | 15 | 58 | 51 | 149 |
| California Surf      | 15 | 17 | 61 | 67 | 144 |
| San Diego Sockers    | 16 | 16 | 53 | 51 | 140 |
| San Jose Earthquakes | 9  | 23 | 45 | 68 | 95  |

### Konferencja Narodowa
| Eastern Division     | W  | P  | GZ | GS | PKT |
| -------------------- | -- | -- | -- | -- | --- |
| New York Cosmos      | 24 | 8  | 87 | 41 | 213 |
| Washington Diplomats | 17 | 15 | 72 | 61 | 159 |
| Toronto Blizzard     | 14 | 18 | 49 | 65 | 128 |
| Rochester Lancers    | 12 | 20 | 42 | 67 | 109 |

| Central Division | W  | P  | GZ | GS | PKT |
| ---------------- | -- | -- | -- | -- | --- |
| Dallas Tornado   | 18 | 14 | 57 | 58 | 157 |
| Minnesota Kicks  | 16 | 16 | 66 | 56 | 147 |
| Tulsa Roughnecks | 15 | 17 | 56 | 62 | 139 |
| Atlanta Chiefs   | 7  | 25 | 34 | 84 | 74  |

| Western Division    | W  | P  | GZ | GS | PKT |
| ------------------- | -- | -- | -- | -- | --- |
| Seattle Sounders    | 25 | 7  | 74 | 31 | 207 |
| Los Angeles Aztecs  | 20 | 12 | 61 | 52 | 174 |
| Vancouver Whitecaps | 16 | 16 | 52 | 47 | 139 |
| Portland Timbers    | 15 | 17 | 50 | 53 | 133 |

| Awans do playoff         |
| Mistrz rundy zasadniczej |

## Drużyna gwiazd sezonu
| Pozycja | Pierwsza drużyna                            | Druga drużyna                       | Wyróżnienia                                |
| ------- | ------------------------------------------- | ----------------------------------- | ------------------------------------------ |
| BR      | Phil Parkes (Chicago Sting)                 | Jack Brand (Seattle Sounders)       | Jan van Beveren (Fort Lauderdale Strikers) |
| OB      | Carlos Alberto Torres (New York Cosmos)     | Mihalj Keri (Los Angeles Aztecs)    | David Nish (Seattle Sounders)              |
| OB      | Mike Connell (Tampa Bay Rowdies)            | Wim Rijsbergen (New York Cosmos)    | John Gorman (Tampa Bay Rowdies)            |
| OB      | Rudi Krol (Vancouver Whitecaps)             | Peter Nogly (Edmonton Drillers)     | Frantz Mathieu (Chicago Sting)             |
| OB      | Bruce Rioch (Seattle Sounders)              | John Ryan (Seattle Sounders)        | Andranik Eskandarian (New York Cosmos)     |
| PO      | Franz Beckenbauer (New York Cosmos)         | Arno Steffenhagen (Chicago Sting)   | Ray Hudson (Fort Lauderdale Strikers)      |
| PO      | Vladislav Bogićević (New York Cosmos)       | Johan Neeskens (New York Cosmos)    | Ace Ntsoelengoe (Minnesota Kicks)          |
| PO      | Teófilo Cubillas (Fort Lauderdale Strikers) | Alan Hudson (Seattle Sounders)      | Jomo Sono (Toronto Blizzard)               |
| NA      | Giorgio Chinaglia (New York Cosmos)         | Steve Wegerle (Tampa Bay Rowdies)   | Tommy Hutchison (Seattle Sounders)         |
| NA      | Johan Cruyff (Washington Diplomats)         | Karl-Heinz Granitza (Chicago Sting) | Alan Green (Washington Diplomats)          |
| NA      | Roger Davies (Seattle Sounders)             | Luis Fernando (Los Angeles Aztecs)  | Julio César Romero (New York Cosmos)       |

## Playoff
Do play-offów w tym sezonie awansowały po dwa najlepsze drużyny z każdej dywizji, potem o rozstawieniu decydowała kolejność punktów zdobytych w sezonie zasadniczym. W przypadku remisu w danym dwumeczu rozgrywano dodatkowy mecz tzw. minigra, który trwał 30 minut lub do zdobycia złotego gola, a w przypadku remisu w regulaminowym czasie tego meczu rozgrywano serie rzutów karnych.

### Pierwsza runda
| Drużyna 1            | Vs | Drużyna 2                | Pierwszy mecz | Rewanż       | Minigra      |                                             |
| -------------------- | -- | ------------------------ | ------------- | ------------ | ------------ | ------------------------------------------- |
| Minnesota Kicks      | -  | Dallas Tornado           | 0:1           | 0:2          | x            | 27 sierpnia – 17,461 • 31 sierpnia – 8,674  |
| San Diego Sockers    | -  | Chicago Sting            | 2:1           | 2:3          | 2:1 (k. 3:0) | 27 sierpnia – 12,125 • 30 sierpnia – 12,267 |
| New England Tea Men  | -  | Tampa Bay Rowdies        | 0:1           | 0:4          | x            | 27 sierpnia – 17,121 • 30 sierpnia – 26,368 |
| Vancouver Whitecaps  | -  | Seattle Sounders         | 1:2 (OT)      | 1:3          | x            | 28 sierpnia – 27,231 • 30 sierpnia – 35,254 |
| Washington Diplomats | -  | Los Angeles Aztecs       | 1:0           | 1:2 (k. 4:5) | 0:2          | 27 sierpnia – 20,231 • 30 sierpnia – 14,163 |
| Houston Hurricane    | -  | Edmonton Drillers        | 1:2           | 1:0          | 0:1          | 27 sierpnia – 3,902 • 31 sierpnia – 22,059  |
| California Surf      | -  | Fort Lauderdale Strikers | 1:2           | 2:0          | 0:1 (k. 2:3) | 28 sierpnia – 2,929 • 31 sierpnia – 15,282  |
| Tulsa Roughnecks     | -  | New York Cosmos          | 1:3           | 1:8          | x            | 28 sierpnia – 22,890 • 31 sierpnia – 40,285 |

### Półfinały Konferencji
| Drużyna 1          | Vs | Drużyna 2                | Pierwszy mecz | Rewanż       | Minigra      |                                           |
| ------------------ | -- | ------------------------ | ------------- | ------------ | ------------ | ----------------------------------------- |
| Los Angeles Aztecs | -  | Seattle Sounders         | 3:0           | 0:4          | 2:1 (k. 2:0) | 3 września – 13,466 • 5 września – 32,564 |
| Edmonton Drillers  | -  | Fort Lauderdale Strikers | 0:1           | 3:2 (k. 2:1) | 0:3          | 3 września – 18,029 • 6 września – 17,380 |
| Dallas Tornado     | -  | New York Cosmos          | 2:3           | 3:0          | 0:3          | 3 września – 7,459 • 7 września – 45,153  |
| San Diego Sockers  | -  | Tampa Bay Rowdies        | 6:3           | 0:6          | 2:1 (k. 2–0) | 4 września – 20,109 • 7 września – 25,852 |

### Finały Konferencji
| Drużyna 1          | Vs | Drużyna 2                | Pierwszy mecz | Rewanż | Minigra |                                             |
| ------------------ | -- | ------------------------ | ------------- | ------ | ------- | ------------------------------------------- |
| San Diego Sockers  | -  | Fort Lauderdale Strikers | 1:2           | 4:2    | 0:3     | 11 września – 27,635 • 13 września – 18,420 |
| Los Angeles Aztecs | -  | New York Cosmos          | 1:2           | 1:3    | x       | 10 września – 25,487 • 13 września – 42,324 |

### Soccer Bowl 1980
| 21 września 1980 12:44 EDT | New York Cosmos · Romero 47:55' · Chinaglia 70:06', 87:07' | 3:00:0 | Fort Lauderdale Strikers | RFK Stadium, Waszyngton Widzów: 50 768 Sędzia: Paul Avis |
|                            |                                                            |        |                          |                                                          |

| North American Soccer League 1980 Zwycięzcy |
| ------------------------------------------- |
| New York Cosmos 4. Tytuł                    |

## Nagrody
- MVP: Roger Davies (Seattle Sounders)
- Trener Roku: Alan Hinton (Seattle Sounders)
- Odkrycie Roku: Jeff Durgan (New York Cosmos)
- Piłkarz Roku Ameryki Północnej: Jack Brand (Seattle Sounders)[7]